# Маркетт (округ, Мичиган)
Марке́тт (англ. Marquette County) — округ в штате Мичиган, США. Официально образован 9 марта 1843 года. По состоянию на 2010 год, численность населения составляла 67 077 человек.

## География
По данным Бюро переписи США, общая площадь округа равняется 8 869,567 км2, из которых 4 683,761 км2 суша и 4 185,807 км2 или 47,190 % это водоёмы.

## Население
По данным переписи населения 2010 года в округе проживает 67 077 жителей в составе 27 538 домашних хозяйств и 16 664 семей. Плотность населения составляет 16,00 человек на км2. На территории округа насчитывается 34 330 жилых строений, при плотности застройки около 8,00-ми строений на км2. Расовый состав населения: белые — 93,80 %, афроамериканцы — 1,70 %, коренные американцы (индейцы) — 1,70 %, азиаты — 0,60 %, гавайцы — 0,00 %, представители других рас — 0,20 %, представители двух или более рас — 2,00 %. Испаноязычные составляли 1,10 % населения независимо от расы.
В составе 23,40 % из общего числа домашних хозяйств проживают дети в возрасте до 18 лет, 47,80 % домашних хозяйств представляют собой супружеские пары проживающие вместе, 8,60 % домашних хозяйств представляют собой одиноких женщин без супруга, 39,50 % домашних хозяйств не имеют отношения к семьям, 20,40 % домашних хозяйств состоят из одного человека, 10,60 % домашних хозяйств состоят из престарелых (65 лет и старше), проживающих в одиночестве. Средний размер домашнего хозяйства составляет 2,26 человека, и средний размер семьи 2,81 человека.
Возрастной состав округа: 18,70 % моложе 18 лет, 14,80 % от 18 до 24, 23,00 % от 25 до 44, 28,90 % от 45 до 64 и 14,70 % от 65 и старше. Средний возраст жителя округа 39.4 лет.
Средний доход на домохозяйство в округе составлял 46 875 USD, на семью — 52 083 USD. Доход на душу населения составлял 22 170 USD. Около 6,40 % семей и 12,50 % общего населения находились ниже черты бедности, в том числе — 20,30 % молодежи (тех, кому ещё не исполнилось 18 лет) и 12,50 % тех, кому было уже больше 65 лет.